# Альфондегілья
Альфондегілья, Фондегілья (ісп. Alfondeguilla (офіційна назва), валенс. Fondeguilla) — муніципалітет в Іспанії, у складі автономної спільноти Валенсія, у провінції Кастельйон. Населення — 874 особи (2010).

## Географія
Муніципалітет розташований на відстані близько 300 км на схід від Мадрида, 25 км на південний захід від міста Кастельйон-де-ла-Плана.

## Демографія
Динаміка населення (INE ):

## Галерея зображень

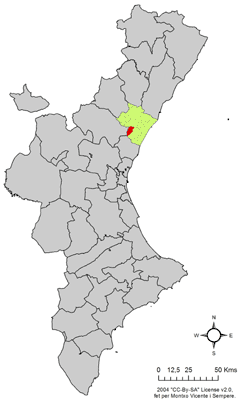
Розташування муніципалітету у автономній спільноті Валенсія
Розташування муніципалітету Альфондегілья у комарці Плана-Баха